# Torotoro (Bolivie)
Torotoro (ou Toro Toro) est une ville de la province de Charcas au nord du département de Potosí, en Bolivie.
Elle fut fondée à la fin de la période coloniale par des migrants métis de Cochabamba, elle reçut officiellement le statut de ville le 21 novembre 1883. Sa superficie est de 1 169 km2 pour une population de 10 535 habitants (en 2001).
La ville se situe à une altitude de 2 676 m et ne peut être atteinte que par des pistes de gravier depuis Estancia Sucusuma près du Río Caine; elle est à 140 km au sud de Cochabamba. La ville est au centre du Parc national Torotoro.